# TarcherPerigee
Jeremy P. Tarcher Inc. é uma editora e distribuidora de livros estadunidense pertencente à Penguin Group, focada em obras sobre new age. Fundada por Jeremy Tarcher em 1973 em Los Angeles, a empresa é associada ao Movimento do Potencial Humano. Ela já publicou obras de Julia Cameron, David Lynch e Betty Edwards.